# Lars Pleidrup
Lars Pleidrup (født 13. august 1981) er en dansk tidligere fodboldspiller, hvis primære position var som midtbanespiller. Han har spillet i B. 1921, Lolland-Falster Alliancen, AGF og Nykøbing FC. Lars Pleidrup har kælenavnet "Krydsermissilet fra Væggerløse".